# Neobrachyceraea
Neobrachyceraea är ett släkte av tvåvingar. Neobrachyceraea ingår i familjen stekelflugor.
Kladogram enligt Catalogue of Life:
| Neobrachyceraea | \| \| Neobrachyceraea elongata \| \| \| \| \| \| Neobrachyceraea huangshangensis \| \| \| \| \| \| Neobrachyceraea nigrita \| \| \| \| \| \| Neobrachyceraea obscuripennis \| \| \| \| |
|                 | \| \| Neobrachyceraea elongata \| \| \| \| \| \| Neobrachyceraea huangshangensis \| \| \| \| \| \| Neobrachyceraea nigrita \| \| \| \| \| \| Neobrachyceraea obscuripennis \| \| \| \| |
|                 | Neobrachyceraea elongata |
|                 | |
|                 | Neobrachyceraea huangshangensis |
|                 | |
|                 | Neobrachyceraea nigrita |
|                 | |
|                 | Neobrachyceraea obscuripennis |
|                 | |